# Hopea celebica
Hopea celebica là loài cây thuộc họ Dầu. Thường thấy nó phân bố tự nhiên ở Indonesia